# 트랑고 타워
트랑고 타워(Trango Towers)는 파키스탄의 발토로 빙하 북부에 위치한 암봉의 무리이다. 가장 높은 봉우리 그레이트 트랑고 타워의 높이는 6,286m이다.

## 주요 봉우리
- 그레이트 트랑고(Great Trango Tower, 6,286m)
- 네임리스 타워(Nameless Tower, 6,239m)
- 트랑고 몽크(Trango Monk, 6,150m)
- 트랑고 리(Trango Ri, 6,363m)
- 트랑고 펄핏(Trango Pulpit, 6,050m)
- 트랑고 캐슬(Trango Castle, 5,753m)

## 같이 보기
- 세로토레